# MIST

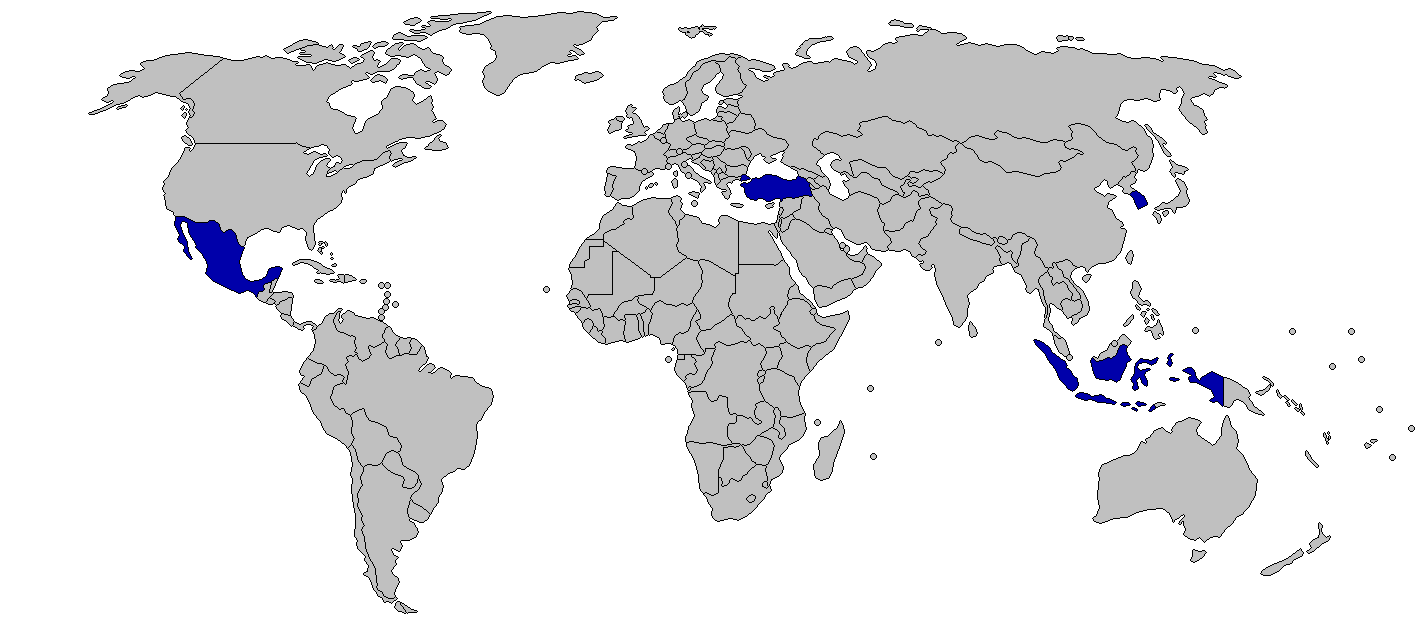
Els MIST o MIKT

Els MIST O MIKT és un bloc internacional creat per Goldman Sachs i és l'acrònim de Mèxic, Indonèsia, Corea del Sud (South Korea) i Turquia. Aquest bloc agrupa els països més desenvolupats dels Propers onze també creat per Goldman Sachs. Els països més atractius en aquests moments, segons O'Neill, són Mèxic i Turquia pel seu ràpid creixement i desenvolupament, encara que Indonèsia i Corea del Sud també han tingut un gran creixement.